# Тибинген
Тибинген (њем. Tübingen) општина је у њемачкој савезној држави Баден-Виртемберг и налази се око 40 км јужно од Штутгарта. Једно је од 14 општинских средишта округа Тибинген. Градским животом доминира 24.557 студената Универзитета у Тибингену (бројка за зимски семестар 2010/2011). Тибинген има најнижу просјечну старост становништва од свих градова у Њемачкој (38,3 године 31. децембра 2007.)
Тибинген се убраја у класичне универзитетске градове у Њемачкој, попут Хајделберга, Марбурга, Фрајбурга, и Гетингена.

## Историја
Град се први пут помиње 1191, а локални замак се помиње 1078. када га је опседао Хенрик IV. Од 1342. је у саставу грофовије Виртемберг, а затим је (1495–1806) у саставу војводства Виртемберг. Од 1806. до 1918. је у саставу краљевине Виртемберг.
Универзитет у Тибингену основан је 1477. и убраја се међу најстарије универзитете Средње Европе. За време Тридесетогодишњега рата Католичка лига од 1622. до 1625. је окупирала протестантски Тибинген. У граду су током тога рата смењивале различите војске, укључујући Швеђане и Французе. Током 1960-их град је због великога удела студената у становништву био један од центара студентскога покрета и побуне студената 1968. године.

## Географски и демографски подаци
Општина се налази на надморској висини од 341 метра. Површина општине износи 108,1 km². У самом мјесту је, према процјени из 2010. године, живјело 85.344 становника. Просјечна густина становништва износи 789 становника/km². Посједује регионалну шифру (AGS) 8416041.

## Универзитет у Тибингену
Еберхард Карлс Универзитет, познат и као Универзитет у Тибингену, основан је 1477. године и један је од најстаријих и најистакнутијих њемачких универзитета.